# Гвіздецька селищна рада
Гвізде́цька се́лищна ра́да — адміністративно-територіальна одиниця та орган місцевого самоврядування в Коломийському районі Івано-Франківської області. Адміністративний центр — селище міського типу Гвіздець.

## Загальні відомості
Гвіздецька селищна рада утворена в 1940 році.
Івано-Франківська обласна рада рішенням від 24 грудня 1996 року підпорядкувала Остапківцівській сільській раді село Чехова Гвіздецької селищної ради. 
- Територія ради: 8,672 км²
- Населення ради: 2006 осіб (станом на 2001 рік)
- Територією ради протікають річки Чорнява, Дідрова

## Населені пункти
Селищній раді підпорядковані населені пункти:
- смт Гвіздець — 1 887 ос.; площа 8,610 км²;
- с. Берем'яни — 119 ос.; площа 0,152 км².

## Склад ради
Рада складається з 16 депутатів та голови.
- Голова ради:
- Секретар ради: Борисевич Марія Миколаївна

### Керівний склад попередніх скликань
| Прізвище, ім'я, по батькові  | Основні відомості                                                | Дата обрання | Дата звільнення |
| ---------------------------- | ---------------------------------------------------------------- | ------------ | --------------- |
| Палійчук Михайло Миколайович | Селищний голова, 1944 року народження, освіта вища, безпартійний | 31.10.2010   | 03.04.2015      |

Примітка: таблиця складена за даними сайту Верховної Ради України

### Депутати
За результатами місцевих виборів 2010 року депутатами ради стали:

#### За суб'єктами висування
| Суб'єкт висування | Кількість обраних депутатів | %   |
| ----------------- | --------------------------- | --- |
| Самовисування     | 16                          | 100 |

#### За округами
| № округу | Прізвище, ім'я, по батькові     | Дата визнання обраним | Освіта             | Партійна приналежність | Відомості про обраного депутата                    |
| -------- | ------------------------------- | --------------------- | ------------------ | ---------------------- | -------------------------------------------------- |
| 1        | Бортейчук Петро Іванович        | 01.11.2010            | середня            | позапартійний          | Коломийське локомотивне депо, машиніст             |
| 2        | Буджак Іван Петрович            | 01.11.2010            | середня            | позапартійний          | пенсіонер                                          |
| 3        | Борисевич Марія Миколаївна      | 01.11.2010            | вища               | позапартійна           | Гвіздецька селищна рада, секретар селищної ради    |
| 4        | Дяків Михайло Миколайович       | 01.11.2010            | вища               | позапартійний          | приватний підприємець                              |
| 5        | Вівчарик Михайло Іванович       | 01.11.2010            | середня            | позапартійний          | Коломийське вагонне депо, майстер цеху             |
| 6        | Стефанський Любомир Миколайович | 01.11.2010            | вища               | позапартійний          | Коломийський УЕГГ, Гвіздецька дільниця, контролер  |
| 7        | Орнат Роман Петрович            | 01.11.2010            | вища               | позапартійний          | Гвіздецька районна лікарня № 2, стоматолог         |
| 8        | Вахняк Наталія Степанівна       | 01.11.2010            | вища               | позапартійна           | Гвіздецька селищна рада, бухгалтер                 |
| 9        | Матула Петро Ярославович        | 01.11.2010            | середня            | позапартійний          | приватний підприємець                              |
| 10       | Дяків Юрій Миколайович          | 02.01.2011            | середня спеціальна | позапартійний          | приватний підприємець                              |
| 11       | Григорцев Володимир Петрович    | 01.11.2010            | середня            | позапартійний          | Гвіздецька залізнична станція, залізно-дорожник    |
| 12       | Дяків Михайло Петрович          | 01.11.2010            | середня            | позапартійний          | тимчасово не працює                                |
| 13       | Лизанчук Андрій Степанович      | 01.11.2010            | вища               | позапартійний          | тимчасово не працює                                |
| 14       | Шкатуляк Роман Антонович        | 01.11.2010            | середня            | позапартійний          | приватний підприємець                              |
| 15       | Павлюк Дарія Василівна          | 02.01.2011            | вища               | позапартійна           | Гвіздецька школа-інтернат, вчитель                 |
| 16       | Филипчук Петро Дмитрович        | 01.11.2010            | вища               | позапартійний          | Гвіздецька загальноосвітня школа І-ІІ ст., вчитель |